# Kaišiadorys (gemeente)
Kaišiadorys is een van de 60 Litouwse gemeenten, in het district Kaunas.
De hoofdplaats is de gelijknamige stad Kaišiadorys. De gemeente telt 37.600 inwoners op een oppervlakte van 1087 km².

## Plaatsen in de gemeente
Plaatsen met inwonertal (2001):
- Kaišiadorys – 10002
- Žiežmariai – 3884
- Pravieniškės II – 2672
- Rumšiškės – 1833
- Gudiena – 1664
- Žasliai – 818
- Stasiūnai – 812
- Kruonis – 726
- Dovainonys – 695
- Pravieniškės – 562